# Ploski
Ploski (białorus. Плёскі) – wieś w Polsce położona w województwie podlaskim, w powiecie bielskim, w gminie Bielsk Podlaski.
| SIMC    | Nazwa            | Rodzaj  |
| ------- | ---------------- | ------- |
| 0023455 | Bielanowszczyzna | kolonia |
| 0023774 | Koszarka         | kolonia |

Miejscowość jest siedzibą prawosławnej  parafii Przemienienia Pańskiego, a wierni kościoła rzymskokatolickiego należą do parafii Matki Bożej z Góry Karmel w Bielsku Podlaskim.

## Historia
Pierwsza wzmianka o miejscowości pochodzi z 1536. Istnienie miejscowości było ściśle powiązane z mostem przez Narew, przez który przechodził królewski trakt z Warszawy przez Węgrów, Sokołów, Granne nad Bugiem, Bielsk, Wojszki, Solniki, Wasilków do Grodna. W pobliżu przechodził też trakt z Królewca przez Lublin na Podole. Według lustracji z 2 połowy XVIII wieku przeprawa przez Narew pod Ploskami składała się z mostu i grobli, miała długość 405 metrów i była płatna. Po drugiej stronie mostu w Wojszkach znajdowała się wielka austeria ze stajnią na 100 koni. Przez most ten musiał przejeżdżać król Stanisław August Poniatowski udając się do Grodna w 1795. Obecny most stanowi fragment dawnego Mostu fordońskiego. 
Według Pierwszego Powszechnego Spisu Ludności przeprowadzonego w 1921 roku Ploski liczyły 55 domów i zamieszkane były przez 352 osoby (184 kobiety i 168 mężczyzn). Wszyscy mieszkańcy miejscowości zadeklarowali wówczas białoruską przynależność narodową oraz wyznanie prawosławne. W okresie międzywojennym wieś znajdowała się w gminie Pasynki.
W latach 1954-1959 wieś była siedzibą gromady Ploski, po jej zniesieniu w gromadzie Chraboły.
Wieś królewska w starostwie bielskim w ziemi bielskiej województwa podlaskiego w 1795 roku. W latach 1975–1998 miejscowość administracyjnie należała do województwa białostockiego.

## Zabytki
- drewniana parafialna cerkiew prawosławna pod wezwaniem Przemienienia Pańskiego, k. XVIII, nr rej.:A-37 z 08.07.1991
- cmentarz cerkiewny, nr rej.:A-37 z 08.07.1991[13].